# Lopás
A lopás a magyar büntetőjogban, illetve a szabálysértési jogban a vagyon elleni bűncselekmények egyike, illetőleg egy szabálysértés.
A köznyelv és a politikai nyelv a lopás fogalmát sokkal tágabb fogalmi körben értelmezi, illetve használja. A jog nyelvén a szellemi tulajdon lopása a „bitorlás” (lásd még: plágium).

## A hatályos Büntető Törvénykönyvben
A lopás a hatályos 2012. évi C. törvény XXXVI. fejezetében, a vagyon elleni bűncselekmények közé tartozó egyik különös részi tényállás.

### Fogalma
Aki idegen dolgot mástól azért vesz el, hogy azt jogtalanul eltulajdonítsa, lopást követ el.

### Jogi tárgya
A tulajdonjog; közvetlenül mindig a tulajdonjog egyik részjogosítványa, a birtoklás ellen irányul.

### Elkövetési tárgya
Idegen (más tulajdonában és birtokában levő) olyan ingó dolog, amelynek értéke van. 

### Elkövetési magatartása
A dolog elvétele. (Az elvitel nem szükségszerű kritérium.)

### Elkövetője tettesi minőségben
Bárki lehet, kivéve a dolog tulajdonosát, valamint azt a személyt, aki jogszerűen birtokolja a dolgot, továbbá azt a személyt, akinek a dolog véletlen folytán vagy tévedésből került a birtokába, végül azt a személyt, aki a dolgot találta.

### Értékhatárok
A vagyon elleni bűncselekmények, így lopás esetében is, a cselekmény büntetőjogi értékelését (minősítését, büntetési tételét) a cselekménnyel okozott kár illetve vagyoni hátrány vagy jogtalan előnyérték nagysága határozza meg. Ez választja el egymástól a szabálysértési és bűncselekményi alakzatokat, illetve a vétséget és a bűntettet.
A Büntető törvénykönyv szándékosan kerüli az értékhatárok számszerű megjelölését, ehelyett olyan fogalmakat használ, amelyeket a bírói gyakorlatnak kell számszerűsíteni. Ez a rugalmas megoldás nélkülözhetővé teszi a Büntető törvénykönyv szövegének gyakori módosítását, az összeghatárok tekintetében.

#### Az értékhatárok 2024-ben
- Szabálysértési értékhatár:	 0,- Ft – 50.000,- Ft-ig
- Kisebb érték:	50.000,- Ft. – 500.000,- Ft.
- Nagyobb érték	500.000,- Ft. – 5.000.000,- Ft.
- Jelentős érték:	5.000.000,- Ft. – 50.000.000,- Ft.
- Különösen nagy érték:	50.000.000,- Ft. – 500.000.000,- Ft.
- Különösen jelentős érték:	500.000.000,- Ft-tól

Az "érték" szó jelzői tehát precíz jogi szakkifejezések, ezért nem cserélhetők fel más, irodalmi vagy köznapi nyelvi kifejezésekkel.

### Büntetési tételek
A büntetés vétség miatt két évig terjedő szabadságvesztés, ha
- a) a lopást kisebb értékre vagy
- b) a szabálysértési értékre elkövetett lopást
- ba) bűnszövetségben,
- bb) üzletszerűen,
- bc) dolog elleni erőszakkal - ideértve azt is, ha a dolog eltulajdonításának megakadályozására szolgáló eszközt állagsérelem okozása nélkül eltávolítják, vagy a dolog eltulajdonításának megakadályozására alkalmatlanná teszik,
- bd) zsebtolvajlás útján,
- be) egy vagy több közokirat, magánokirat vagy készpénz-helyettesítő fizetési eszköz egyidejű elvételével,
- bf) helyiségbe vagy ehhez tartozó bekerített helyre megtévesztéssel, vagy a jogosult, illetve a használó tudta és beleegyezése nélkül bemenve,
- bg) hamis vagy lopott kulcs használatával,
- bh) lakást vagy hasonló helyiséget az elkövetővel közösen használó sérelmére vagy
- bi) erdőben jogellenes fakivágással követik el.[2]

A büntetés bűntett miatt három évig terjedő szabadságvesztés, ha
- a) a lopást nagyobb értékre,
- b) a kisebb értékre elkövetett lopást
- ba) a (2) bekezdés ba)-be) pontjában meghatározott valamely módon,
- bb) védett kulturális javak körébe tartozó tárgyra vagy régészeti leletre,
- bc) vallási tisztelet tárgyára,
- bd) holttesten lévő tárgyra, illetve temetőben vagy temetkezési emlékhelyen a halott emlékére rendelt tárgyra,
- be) nemesfémre vagy
- c) a lopást szabálysértési vagy kisebb értékre közveszély színhelyén követik el.[3]

A büntetés egy évtől öt évig terjedő szabadságvesztés, ha
- a) a lopást jelentős értékre vagy
- b) a nagyobb értékre elkövetett lopást a (2) bekezdés ba)-be) pontjában meghatározott valamely módon vagy közveszély színhelyén követik el.[4]

A büntetés két évtől nyolc évig terjedő szabadságvesztés, ha
- a) a lopást különösen nagy értékre vagy
- b) a jelentős értékre elkövetett lopást a (2) bekezdés ba)-be) pontjában meghatározott valamely módon vagy közveszély színhelyén követik el.[5]

A büntetés öt évtől tíz évig terjedő szabadságvesztés, ha
- a) a lopást különösen jelentős értékre vagy
- b) a különösen nagy értékre elkövetett lopást a (2) bekezdés ba)-be) pontjában meghatározott valamely módon vagy közveszély színhelyén követik el.[6]

## Az 1978. évi IV. törvényben
A hatályos magyar jog szerint lopást az követ el, aki idegen dolgot mástól azért vesz el, hogy azt jogtalanul eltulajdonítsa.

## Elhatárolás a szabálysértési alakzattól
A szabálysértési alakzat elhatárolása a bűncselekménytől egyrészről a dolog értéke szerint történik - a lopást legalább kisebb értékre kell elkövetni ahhoz, hogy bűncselekményt valósítson meg -, illetve másrészről aszerint, hogy a lopás valamelyik minősített esetét követik-e el, mert utóbbi esetben az elkövetett lopás a dolog értékétől függetlenül bűncselekményt valósít meg.

## Elhatárolás a rablástól
Nem lopást, hanem rablást követ el az, aki idegen dolgot jogtalan eltulajdonítás végett úgy vesz el mástól, hogy erőszakot, illetve az élet vagy testi épség elleni közvetlen fenyegetést a jogtalan eltulajdonítás érdekében alkalmaz. Rablásnak minősül az is, amennyiben a tetten ért elkövető a mástól már elvett dolog megtartása végett alkalmazza az erőszakot, illetve az élet vagy a testi épség elleni közvetlen fenyegetést.

## Joggyakorlat
- 24/2015. számú büntető elvi döntés: A cselekményt az elkövetéskor hatályos törvény szerint kell elbírálni, ha az elbírálás időpontjában hatályos Btk.-t alkalmazva a lopással halmazatban az orvhalászatot is meg kellene állapítani [1978. évi IV. tv. 316. §, Btk. 2. §, 246. § és 370. §].[10]